# Папужка червоноволий
Папу́жка червоноволий (Neophema splendida) — вид папугоподібних птахів родини Psittaculidae. Ендемік Австралії.

## Поширення
Вид мешкає в лісах маллі та мульга в напівпосушливих внутрішніх регіонах на півдні Австралії. Більшість спостережень виду зроблено у Великій пустелі Вікторія з невеликим населенням, очевидно постійним, на станції Глюпот у східній частині Південної Австралії. Здається, історично він зменшився на золотих родовищах Західної Австралії, і з 1854 року на узбережжі Західної Австралії був лише один запис. Подібним чином існує більше записів із Нового Південного Уельсу в 19 столітті, ніж у 20 столітті. Існує лише один запис із Квінсленда з 1929 року та кілька нещодавніх записів із широко розчищеного середовища проживання у Вікторії та півострові Ейр.

## Опис
Папужка завдовжки до 19 см, вагою 36-44 г. Цей птах середнього розміру відрізняється особливою барвистістю. Обличчя та лоб злегка яскраві бірюзово-блакитні, темніші на горлі та підборідді. Верхні частини трав'янисто-зелені. Вигин крила темно-синій, а криючі такого ж відтінку синього, як обличчя. Первинні покриви мають інтенсивний синьо-фіолетовий колір. Нижня сторона крил темно-синя. Груди яскраво-червоні, дуже важлива характеристика для розпізнавання виду. Боки грудей і боки тіла зелені. Решта нижньої частини тіла яскраво-жовта. Нижня сторона хвоста зелена, але кінчики зовнішніх пір'їн мають жовті плями. Дзьоб чорний, райдужка темно-коричнева. Ноги сіро-коричневі. Самиця має набагато тьмяніше забарвлення, ніж її партнер, із зеленим на животі та грудях. Обличчя має меншу кількість синього кольору.

## Спосіб життя
Насіння трав складають основу раціон. Вони також споживають соковиті рослини, такі як Calandrinia, щоб задовольнити більшу частину потреби в рідині. Сезон розмноження триває з серпня по жовтень або після опадів, з виведенням одного або іноді двох виводків залежно від опадів. Дупло невеликого дерева, часто мульги або евкаліпта, використовується для гніздування, і туди відкладають кладку з чотирьох-шести круглих білих яєць розміром 23×19 мм.